# Уикс, Джон (архитектор)
Джон Уикс (англ. John Weeks; 5 марта 1921, Лондон — 19 июня 2005, там же) — английский архитектор.
С 1940-х гг. работал вместе с Ричардом Ллевелином Дэвисом. Вместе Ллевелин Дэвис и Уикс разработали серийную архитектуру для английской средней школы. Начиная с 1950-х гг. Уикс и Ллевелин Дэвис работали, в основном, над архитектурой больниц и медицинских учреждений, заняв в этой области лидирующее положение в мире. Уикс участвовал в проектировании таких крупных медицинских центров по всему миру, как клиника детских болезней при Лёвенском университете (1972—1975), медицинский центр университета Аделаиды (1974), клинике Уэстмид в Сиднее (1975—1977). Он также вёл широкую преподавательскую и лекционную деятельность в этой области.